# Aleksandra Banasiak
Aleksandra Agnieszka Banasiak (ur. 1935 w Karsach) – polska pielęgniarka, uczestniczka wydarzeń czerwcowych w Poznaniu w 1956 („siostra Awana”).

## Życiorys
Urodziła się jako jedna z ośmiorga rodzeństwa w rodzinie wiejskiego nauczyciela. W 1951 rozpoczęła półroczny kurs pielęgniarski w szkole pielęgniarskiej w Pile. W lutym następnego roku podjęła pracę w Szpitalu Miejskim nr 2 w Poznaniu, przemianowanym później na Szpital Miejski im. Franciszka Raszei. Egzamin pielęgniarski zdała przed komisją egzaminacyjną w 1955. Od 1956 była zatrudniona jako oddziałowa w Szpitalu im. Franciszka Raszei w Poznaniu.
28 czerwca 1956, gdy w Poznaniu doszło do wystąpień robotniczych, mimo dnia wolnego udała się do szpitala. Słysząc wołania o pomoc ze strony rannych manifestantów, jako pierwsza w czasie trwającej strzelaniny wyszła na ulicę celem opatrywania poszkodowanych. W trakcie tych zdarzeń została również draśnięta przez zbłąkaną kulę. W godzinach popołudniowych tego samego dnia została wraz z lekarzami wezwana do siedziby lokalnego urzędu bezpieczeństwa publicznego dla udzielenia pomocy zranionym funkcjonariuszom bezpieki. Od jednego z nich usłyszała, że to właśnie członkowie tej służby rozpoczęło strzelaninę z uwagi na możliwość podpalenia budynku przez demonstrantów. Na wniosek adwokata Stanisława Hejmowskiego Aleksandra Banasiak została później przesłuchana jako świadek w procesie uczestników demonstracji. Zgodnie z prawdą zeznała, że to funkcjonariusze bezpieki pierwsi zaczęli strzelać, podczas gdy według „oficjalnej” wersji władzy mieli to zrobić manifestanci.
W 1961 zdała maturę, a w 1979 ukończyła studia z zakresu rehabilitacji na poznańskiej Akademii Wychowania Fizycznego. W połowie lat 90. przeszła na emeryturę. Pełniła funkcję prezesa Stowarzyszenia Poznański Czerwiec ’56.
W 1992 została prezesem Stowarzyszenia „Poznański Czerwiec 56”. W wyborach w 2007 kandydowała do Sejmu z ramienia Platformy Obywatelskiej. W 2010 poparła kandydaturę Ryszarda Grobelnego w wyborach na prezydenta Poznania.

## Odznaczenia i wyróżnienia
Uhonorowano ją Medalem Florence Nightingale przyznawanym zasłużonym pielęgniarkom. Odznaczona Krzyżem Oficerskim Orderu Odrodzenia Polski. Została matką chrzestną statku MS „Poznań”. W 2025 została laureatką nagrody „Stukot’56 – odgłosy Czerwca” w kategorii „za wolność”.